# Димитър Хадживасилев
Димитър Хадживасилев Станкович е влиятелен български предприемач и меценат. Благодарение на дарението (240 000 златни лева) му е основана търговската гимназия в Свищов. За времето си е един от най-преуспяващите предприемачи в Румъния .

## Биография
Роден е около 1814 г. в Букурещ в семейството на Мария Цанкова и хаджи Васил Станкович – свищовски търговец. След опожаряването на Свищов през 1810 г. хаджи Васил Станкович със семейството си се преселва в Румъния. Димитър Хадживасилев учи в местно училище. По-късно се занимава с търговия на кожи и имоти. Подпомага книжовнопросветния и обществено-политическия напредък на българския народ. Председател и член е на Дружеството за разпространение на полезни знания. Поема 1/4 от разноските при издаването на народополезни книги, плаща разходите по изпращането им в България. През 1883 г. завещава 240 000 златни лева за учредяване на „реално училище или класическа гимназия, в което да се преподава и политическа икономия“ в Свищов. На 1 октомври 1884 г. е открито Държавното търговско училище, а през 1885 г. е наречено Държавна търговска гимназия „Димитър Хадживасилев“.
Умира на 7 януари 1884 г. в Букурещ.